# Zar'it
Zar'it (en hebreo: זרעית‎) es un moshav ubicado en el distrito Norte de Israel. Situado en la Alta Galilea, cerca de la frontera con el Líbano, recae bajo la jurisdicción del concejo regional de Maalé Yosef. En 2023 tenía una población de 285 habitantes.

## Historia
El moshav fue establecido en 1967 por los residentes del moshav en la Galilea, en el marco de la Operación Sof Sof, diseñado para fortalecer la presencia judía en la Galilea. Fue nombrado inicialmente Kfar Rosenfeld (Pueblo de Rosenfeld) en honor al filántropo estadounidense William Rosenfeld. Sin embargo, el nombre extranjero de la aldea no cayó bien a sus residentes. Así, como un compromiso, Yehuda Ziv, jefe de la comunidad, sugiere un acrónimo que incorpora el nombre de Rosenfeld dentro de la palabra hebrea Zar'it (Zekher Rosenfeld imanu Yisha 'er Tamid, el recuerdo de Rosenfeld siempre estará con nosotros).
El pueblo fue el sitio del ataque inicial de Hezbolá en la guerra del Líbano de 2006, y fue objeto de varios ataques con cohetes.